# 祀三公山碑、白石神君碑
祀三公山碑、白石神君碑，位于中国河北省石家庄市封龙山下，为石家庄市元氏县的一个省级文物保护单位，类型为石刻，公布时间为2001年2月7日。
祀三公山碑、白石神君碑的历史年代为东汉。